# Melocactus praerupticola
Melocactus praerupticola är en kaktusväxtart som beskrevs av Areces. Melocactus praerupticola ingår i släktet Melocactus och familjen kaktusväxter. Inga underarter finns listade i Catalogue of Life.